# Guins de l'Ase
El Guins de l'Ase és una muntanya de 2.961 metres que es troba entre els municipis de Lladorre, a la comarca del Pallars Sobirà i l'Arieja a França.